# المعتقلون الليبيون في غوانتانامو
اعتقلت الولايات المتحدة 13 ليبي في غوانتانامو. بينما عدد المعتقلين الكلي هو 779 معتقلا إداريًا خارج نطاق القضاء في معتقل غوانتانامو الأمريكي في كوبا منذ فتح معسكرات الاعتقال في 11 يناير 2002، وانخفص العدد إلى 160 تقريبًا في ديسمبر 2013.

## القائمة
| رقم الاعتقال | الاسم                         | الصورة | تاريخ الاعتقال | تاريخ إطلاق السراح       | ملاحظات |
| ------------ | ----------------------------- | ------ | -------------- | ------------------------ | --- |
| 189          | سالم عبد السلام الغريبي       |        | 2002-05-05     | 2016-04-04               | نقل إلى السنغال في 4 أبريل 2016                                                                                               |
| 194          | محمد عبد الله منصور الفيتوري  |        | 2002-01-16     | 2006-12-18 [بحاجة لمصدر] | - كان يعمل مع جماعة التبليغ الباكستانية.                                                                                      |
| 263          | أشرف سالم عبد السلام سلطان    |        | 2002-02-09     |                          | |
| 557          | أبو سفيان بن قمو              |        | 2002-05-05     | 2007-09-28               | عاد إلى ليبيا في 2007. وشارك في ثورة 17 فبراير ضد معمر القذافي. وتم اتهامه فيما بعد في الهجوم على السفارة الأمريكية في ليبيا. |
| 654          | عبد الحميد الغزاوي            |        | 2002-06-18     | 2010-03-23               | تم نقله إلى جورجيا في 23 مارس 2010.                                                                                           |
| 685          | عبد الرزاق علي عبد الرحمن     |        | 2002-06-18     |                          | |
| 695          | عمر خليفة أبو بكر             |        | 2002-08-05     | 2016-04-04               | نقل إلى السنغال. |
| 708          | إسماعيل علي فرج علي بكوش      |        | 2002-08-05     |                          | |
| 709          | عبد الرؤوف عمر محمد أبو القسن |        | 2002-08-05     | 2010-02-24               | نقل إلى ألبانيا. |
| 727          | عمر الدغيس                    |        | 2002-08-05     | 2007-12-19               | نقل إلى المملكة المتحدة. |
| 761          | إبراهيم مهدي أحمد زيدان       |        | 2002-08-05     | 2007-11-02               | نقل إلى الأردن في 2 نوفمبر 2007.                                                                                              |
| 10017        | أبو فرج الليبي                |        | سبتمبر 2006    | ما زال معتقلًا            | قيادي في تنظيم القاعدة، وأحد المتهمين بمحاولة اغتيال برويز مشرف عام 2003.                                                     |